# Gestión de riesgos en la cadena de suministro

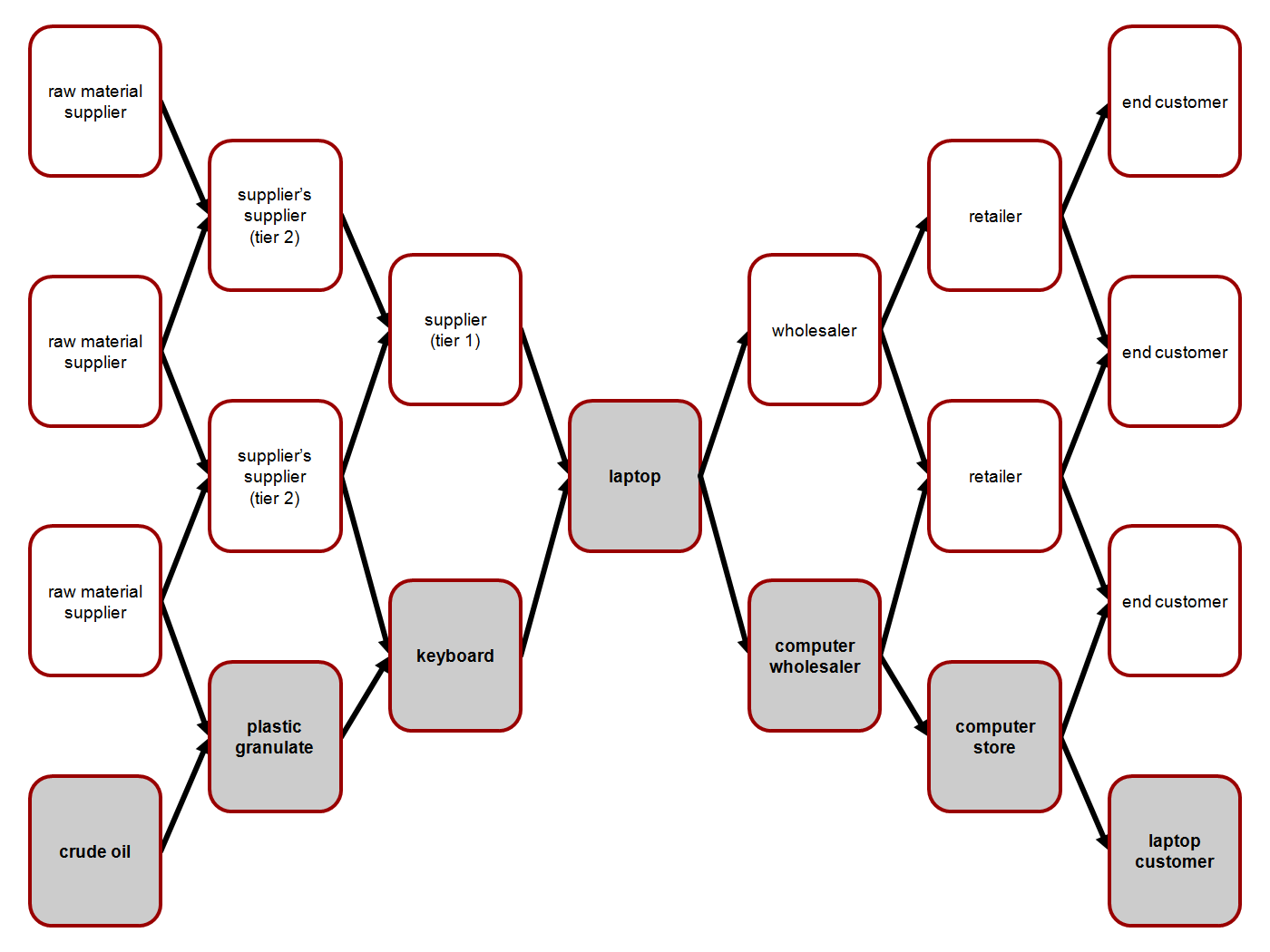
Red de oferta y demanda

La gestión de riesgos en la cadena de suministro se define como la aplicación de estrategias para gestionar tanto los riesgos cotidianos como los riesgos excepcionales, a lo largo de la cadena de suministro basándolas en la evaluación continua con el objetivo de reducir la vulnerabilidad y garantizar la continuidad.